# 648 v.Chr.
Het jaar 648 v.Chr. is een jaartal volgens de christelijke jaartelling.

## Gebeurtenissen

### Assyrië
- Koning Cyrus I stuurt zijn zoon Arukku naar Ninive om schatting te betalen aan de Assyriërs.

### Griekenland
- De eerste zonsverduistering wordt gemeld door de Grieken.

## Geboren
- 648-609 v.Chr., Koning Josia van Juda